# NGC 4637
NGC 4637 (другие обозначения — UGC 7881, MCG 2-32-188, ZWG 71.7, VCC 1945, PGC 42744) — карликовая эллиптическая (dE) или сфероидальная (dSph) галактика в созвездии Девы. Открыта Уильямом Парсонсом 1 марта 1854 года. Является частью скопления Девы.
Этот объект входит в число перечисленных в оригинальной редакции «Нового общего каталога». Составляет пару с более яркой галактикой NGC 4638 на расстоянии 1,5′ к западу.
В обзоре Дж.Корменди, посвящённом вековой эволюции в дисковых галактиках, NGC 4637 охарактеризована как карликовая сфероидальная галактика нормальной поверхностной яркости (Sph, N); она более плоская, чем любая эллиптическая галактика.
Галактика имеет асимметричный профиль яркости: на одной стороне наблюдается гладкое экспоненциальное распределение, на другой распределение яркости значительно отличается, что может быть вызвано ярким проецирующимся источником на переднем или заднем плане или внутригалактическим шаровым скоплением.